# Talas-Alatau
Der Talas-Alatau (kirgisisch Талас Ала-Тоосу; kasachisch Талас Алатауы; usbekisch Talas Olatov tizmasi; russisch Таласский Ала-Тоо) ist ein bis 4484,3 m hohes Hochgebirge in Kirgisistan, Kasachstan und Usbekistan (Zentralasien).
Der Talas-Alatau, der sich im äußersten Westen des Tianshan erstreckt, befindet sich überwiegend in Kirgisistan; Ausläufer liegen in Kasachstan und Usbekistan. Er ragt im Nordwesten des Staats südlich der Stadt Talas bzw. östlich der südkasachischen Stadt Taras auf und schließt sich in südlicher Richtung an das Kirgisische Gebirge an, das sich nördlich des Flusses Talas erhebt. In Richtung Süden fällt das Gebirge zum Tal des Naryns ab. Es erstreckt sich über eine Länge von 270 km. Die westlichen Ausläufer des Talas-Alataus reichen in das südliche Kasachstan und in das östliche Usbekistan. An der Südflanke des Gebirges entspringen die Quellflüsse des Piskom sowie der Tschatkal. Der höchste Berg des Talas-Alataus ist der Manas (kirg. Манас чокусу Manas tschokusu; 4484,3 m).